# (965) Angelica
(965) Angelica es un asteroide perteneciente al cinturón de asteroides descubierto por Johannes Franz Hartmann desde el Observatorio Astronómico de La Plata, Argentina, el 4 de noviembre de 1921.

## Designación y nombre
Angelica fue designado al principio como 1921 KT.
Posteriormente se nombró en honor de la esposa del descubridor.

## Características orbitales
Angelica orbita a una distancia media del Sol de 3,153 ua, pudiendo acercarse hasta 2,259 ua. Su excentricidad es 0,2834 y la inclinación orbital 21,46°. Emplea 2045 días en completar una órbita alrededor del Sol.